# 阿莫巴赫
阿莫巴赫（德語：Amorbach，發音：[ˈaːmoːɐ̯ˌbax] ⓘ）是德国巴伐利亚州下弗兰肯行政区米尔滕贝格县的城市，面积50.9平方千米，2023年12月31日人口为3,914人。

## 友好城市
- 法國 塞尔河畔维克